# هيلين تشامبرز
كانت هيلين تشامبرز الحائزة على رتبة الإمبراطورية البريطاني (18 يوليو 1879م - 21 يوليو 1935م) أخصائية علم أمراض وخبيرة في السرطان. كانت نتائجها على الراديوم ضرورية في مكافحة سرطان عنق الرحم.

## حياتها المبكرة
ولدت تشامبرز في بومباي بالهند لوالدها فريدريك تشامبرز. كان والدها عضوًا في الخدمة المدنية الهندية قبل عودة العائلة إلى بريطانيا.

## التعليم والبحث المبكر
درست تشامبرز في كلية جيرسي للسيدات، ومدرسة بارك ستريت للبنات في كامبريدج قبل أن تنتقل إلى كلية نيونهام، كامبريدج، حيث درست الكيمياء والفيزياء. دخلت تشامبرز مدرسة لندن للطب للنساء عام 1898م لتتدرب كطبيبة. تابعت دراستها في جامعة لندن، وتخرجت من بكالوريوس الطب مع مرتبة الشرف الأولى والميدالية الذهبية في الطب عام 1903م. حصلت على بكالوريوس الجراحة عام 1904م، وفي نفس العام انضمت إلى مستشفى رويال فري كأخصائية علم الأمراض، وتولت مسؤولية القسم في سن 24 فقط. بعد أربع سنوات، في عام 1908م، حصلت على دكتوراه في الطب في علم الأمراض عن أطروحتها «ملاحظات على أمراض الغدة الدرقية». كما حاضرت في علم الأمراض في جامعة لندن. تلقت تشامبرز منحة دراسية في أبحاث السرطان لتصبح باحثة غير متفرغة في مختبرات أبحاث السرطان في مستشفى ميدلسكس، حيث عملت مع خبير الفيزياء والراديوم، سيدني روس. من عام 1911م إلى عام 1913م، درس روس وشامبرز التأثيرات البيولوجية للراديوم. خلال هذا الوقت، نشروا أعمالهم في وقائع الجمعية الملكية ومحفوظات مستشفى ميدلسكس. جعلت هذه الأعمال تشامبرز باحثةً ذائعة الصيت في مجال السرطان. 

## المهنة
خلال الحرب العالمية الأولى، عملت تشامبرز في مستشفى إندل ستريت العسكري، وهو المستشفى البريطاني الوحيد في زمن الحرب الذي عملت فيه بالكامل طواقم نسائية، بصفتها استشارية علم الأمراض. عالجت الطبيبات والجراحين آلاف الجنود من التهابات الجروح. ابتكر تشامبرز مطهرًا جديدًا يسمى البزموت - يودوفورم - معجون البارافين أو BIPP. يقلل هذا المطهر من كمية الالتهابات ويوفر بديلاً لتضميد الجروح بشكل يومي.  تقديرًا لهذا الإنجاز، قُلدت رتبة الإمبراطورية البريطانية (CBE) في يناير 1920م.
بعد الحرب، تفرغت تشامبرز لأبحاث السرطان مع مجلس البحوث الطبية في مختبرات بارناتو جويل في مستشفى ميدلسكس، حيث تم تعيينها كمسؤولة أبحاث الراديوم. كانت لتشامبرز العديد من الأبحاث في علم المناعة والبيولوجيا الإشعاعية للأورام في أوائل العشرينات من القرن الماضي، لكنها أدركت أيضًا إمكانات الراديوم في علاج السرطان. لذلك قررت التركيز على العلاج الإشعاعي لعلاج سرطان عنق الرحم. في محاضرتها عام 1924م بعنوان «التقدم في علاج السرطان»، حثت تشامبرز الطبيبات على معالجة مرضى السرطان بالراديوم. في 1924-1925م نظمت مجموعة من الطبيبات في محاولة لتحسين استخدام الراديوم في علاج السرطان، وخاصة النساء، في مستشفى رويال فري ومستشفى إليزابيث جاريت أندرسون ومستشفى جنوب لندن ومستشفى نيو ساسكس في برايتون. أعطت حملة السرطان في الإمبراطورية البريطانية تشامبرز والباحثين الآخرين كمية كبيرة من الراديوم. طبقت النساء تقنية سويدية أدت إلى تحسين نسبة البقاء على قيد الحياة خلال خمس سنوات من التشخيص بسرطان عنق الرحم.  بحلول عام 1928م، عالجت المجموعة 300 حالة، وأدركن حاجتهن إلى مركز لعلاج سرطانات النساء. أدى نجاح هذا المشروع، نتيجة بعد نظر تشامبرز وتفانيها، إلى إنشاء مستشفى ماري كوري في شارع فيتزجون، هامبستيد، في عام 1930م، حيث أصبحت أخصائية علم الأمراض. في وقت قصير، أظهر المستشفى معدلات بقاء متزايدة واعتبر المركز الرئيسي لعلاج سرطانات النساء.

## الحياة الشخصية والأثر
لم تتزوج تشامبرز قط،  حيث كرست حياتها كلها للعلم والبحث.  عاشت في واتفورد، وتوفيت في 21 يوليو 1935م بسرطان الثدي. في عام 1937م، بعد عامين من وفاتها، أطلق مستشفى ماري كوري على مختبر علم الأمراض الجديد اسم مختبر أبحاث هيلين تشامبرز. 

## روابط خارجية
- مصادر أكسفورد DNB لهيلين تشامبرز